# Источна група НОП одреда 10. корпуса НОВЈ
Источна група НОП одреда 10. корпуса НОВЈ је била партизанска формација у саставу Народноослободилачке војске и партизанских одреда Југославије током Другог светског рата у Југославији.

## Историјат
Формирана је 14. марта 1944. од Бјеловарског, Мославачког и Посавског НОП одреда. Дејствовала је, углавном, на подручју Посавине, Мославине, Калника и Подравине. У другој половини марта, у саставу Групе формиран је Ударни батаљон, а 29. маја и 1. српски батаљон; 1. јуна Група је имала 1012 бораца. Била је у саставу 10. корпуса НОВЈ. Заједно са 33. дивизијом НОВЈ нападала је непријатељска упоришта и рушила комуникације Банова Јаруга—Загреб, Загреб—Крижцвци и Крижцвци–Бјеловар. Јединице Групе су у марту успешно напале непријатељски транспорт код Божјаковине, водиле борбе у близини Загреба против делова немачке 1. козачке коњичке дивизије и домобранског 1. горског здруга. У априлу Група одреда је успешно дејствала у Мославини и Посавини, кад даје део свог људства за попуну јединица 33. дивизије, а у мају за попуну 32. дивизије НОВЈ (два батаљона). У мају јединице Група одреда учествовале су у борбама у рејону Херцеговца, Нарте, Великог Тројства, код Оборова и у великој диверзији на прузи Загреб—Кутина. Од 24. до 26. јуна, заједно са јединицама 33. дивизије, одбијале су нападе 1. козачке коњичке дивизије и домобранског 1. горског здруга на слободну територију Мославине, и, после тродневних жестоких борби, повукле су се на Билогору; у јулу и августу пружале су помоћ Народоослободилачким одборима да несметано обаве жетву и саберу осталу летину. Истовремено, Група одреда је 30. јула заузела домобранско упориште у селу Збјеговачи (код Банове Јаруге), 2. августа са деловима 3. диверзантског батаљона 10. корпуса порушила железничку пругу Загреб—Крижевци на 20 места, а 15. августа на 100 места; 6. августа јединице Групе одреда водиле су борбе код Гудовца (близу Бјеловара), дејствујући у току месеца и на подручју Копривнице, Ђурђевца, Питомаче и Бјеловара. Почетком августа у саставу Групе одреда формиран је Подравски НОП одред, а у саставу Бјеловарског одреда, 2. српски батаљон док је Ударни батаљон ушао у састав Мославачког одреда. У августу 1944. Групе одреда је у свом саставу имала: Мославачки, Бјеловарски, Посавски и Подравски НОП одред и 1. српски батаљон, укупне јачине 1255 бораца. Од септембра 1944. до почетка фебруара 1945. јединице Групе одреда усмериле су дејства на диверзантске акције, нападе на мање групе непријатељеских војника и посаде гарнизона, садејствујући, истовремено, и јединицама 10. корпуса НОВЈ. Међу значајније акције спада напад на колону из састава немачке 1. козачке коњичке дивизије на цести Сисак—Поповача почетком новембра, борбе са деловима 1. козачке дивизије и усташама у новембру и децембру и диверзије код Дугог Села и Сесвета у децембру. У међувремену, 25. септембра, расформиран је Бјеловарски одред, кад његов 1. батаљон улази у састав 32. дивизије, а 2. српски батаљон у новоформирану 3. бригаду Милош Обилић 33. дивизије НОВЈ (касније бригада Никола Демоња). Тада су у састав те бригаде ушли Ударни батаљон Мославачког НОП одреда и 1. српски батаљон. У септембру је део бораца Групе одреда попуниоп јединице 33. дивизије а у новембру упућен је један батаљон у 34. дивизију 19. новембра расформиран је Подравски одред, чије су јединице ушле у састав новоформиране 3. бригаде Павлек Миховил Мишкина 32. дивизије НОВЈ; Групе одреда је тада имала само два одреда: Мославачки и Посавски НОП одред. Ова група одреда расформирана је 11. фебруара, а Мославачки и Посавски НОП одред ушли у састав новоформиране Групе НОП одреда 10. корпуса.